# شهرستان مارالبشی
شهر مارالبشی (به اویغوری: مارالبېشى ناھىيىسى) و یا شهرستان باچو (به چینی: 巴楚县، به پین‌یین: Bāchǔ Xiàn) یک واحد تقسیماتی در چین است که در ولایت کاشغر واقع شده‌است.
این شهر یکی از مناطق مهم ایرانی نشین در ترکستان چین بوده است. بسیاری از نسخه های خطی متداول اسلامی در بین اهالی و آخوند ها دیده میشود.

## تاریخ
ولایت مدرن کاشغر، در سال ۱۹۱۳ میلادی، دومین سال حاکمیت جمهوری چین تشکیل شد. ولایت کاشغر در آن زمان شامل اراضی امروزی این ولایت، علاوه بر ولایت ختن و ولایت خودمختار قزل‌سو قرقیز (بجز شهرستان آقچی) بود. ولایت کاشغر شامل ۱۲ شهرستان بود، منجمله شهرستان مارالبشی. 
در سال ۱۹۲۲ میلادی، شهرستان ماکیت از شهرستان مارالبشی جدا شده و در این ولایت تاسیس شد.
در سپتامر سال ۲۰۰۲، با جدایی از اراضی تحت مدیریت شهرستان مارالبشی، شهر تومشوق به عنوان شهر وابسته به بینگتوان و «شهر تابع مستقیم منطقه خودمختار» تاسیس شده، از تابعیت ولایت کاشغر در آمده، و مستقیما در تابعیت اداری منطقه خودمختار سین‌کیانگ قرار گرفت. شهر تومشوق به طور کامل درون شهرستان مارالبشی محاط است.

## جمعیت
| ترکیب قومیتی شهرستان مارالبشی | ترکیب قومیتی شهرستان مارالبشی | ترکیب قومیتی شهرستان مارالبشی | ترکیب قومیتی شهرستان مارالبشی | ترکیب قومیتی شهرستان مارالبشی |
| ----------------------------- | ----------------------------- | ----------------------------- | ----------------------------- | ----------------------------- |
| قومیت                         | قومیت                         |                               | درصد                          | درصد                          |
| اویغور                        | اویغور                        |                               | ۹۳٫۵٪                         | ۹۳٫۵٪                         |
| هان                           | هان                           |                               | ۶٫۳٪                          | ۶٫۳٪                          |
| هوئی                          | هوئی                          |                               | ۰٫۲٪                          | ۰٫۲٪                          |
| سایر                          | سایر                          |                               | ۰٫۰٪                          | ۰٫۰٪                          |
| منبع سرشماری جمعیت :          |                               |                               |                               |                               |